# Palača Ivanić u Hvaru
Palača Ivanić u gradiću Hvaru u ulici skaline od Gojave 9, predstavlja zaštićeno kulturno dobro.

## Opis
Dvokatna palača iz XVII. stoljeća nadograđena trećim katom 1913. godine. Sagrađena je na mjestu južnog ruba srednjovjekovnog bloka kuća. Tvori središnji dio prostranog suburbanog sklopa obitelji Ivanić koji je zauzimao sva izvorna bloka. Pred palačom se prostirao perivoj,a u začelju je dvorište i niz pomoćnih zgrada. Raščlamba glavnog, južnog pročelja pokazuje jednostavnost i horizontalnost, tipičnu za renesansne građevine.

## Zaštita
Pod oznakom Z-6841 zavedena je kao nepokretno kulturno dobro - pojedinačno, pravna statusa zaštićena kulturnog dobra, klasificirano kao "stambene građevine".